# Ronnie Lee
Ronnie Lee (sinh năm 1951)  là một nhà hoạt động vì quyền động vật người Anh. Ông được biết đến chủ yếu là nhân viên báo chí cho Mặt Trận Giải Phóng Động Vật (ALF) tại Anh năm 1976. Ông cũng là người sáng lập tạp chí Arkangel vào năm 1989.

## Thành lập ALF
Lee là thành viên của Hiệp hội chống săn bắn (HSA) vào những năm 1970, và đã ra thành lập riêng một nhóm tương tự HSA, mà ông gọi là Ban nhạc thương xót. Ban nhạc thương xót ban đầu được bắt đầu bởi một nhóm các nhà hoạt động ở Anh vào năm 1824 để ngăn chặn việc săn cáo. Ông và nhà hoạt động Cliff Goodman đã hồi sinh tên nhóm vào năm 1972, thiết lập tấn công trên các phương tiện của thợ săn và tiến hành tấn công vào các phòng thí nghiệm dược phẩm và thuyền săn hải cẩu.
Ngày 10 tháng 11 năm 1973, họ đã đốt cháy tòa nhà nghiên cứu động vật đang được xây dựng ở trị trấn Milton Keynes với mục đích là làm cho bảo hiểm bị cấm đối với các ngành công nghiệp khai thác động vật, chiến lược mà ALF vẫn đang tiếp tục theo đuổi đến ngày nay.

Logo của Mặt Trận Giải Phóng Động Vật

Vào tháng 8 năm 1974, Ông và Goodman bị bắt vì tham gia một cuộc đột kích vào phòng thí nghiệm Động vật thuộc phòng thí nghiệm Oxford ở Bicester, nơi mang lại cho họ biệt danh "Bicester Two". Các cuộc biểu tình ủng hộ hàng ngày diễn ra bên ngoài tòa án trong phiên tòa của họ bao gồm cả Nghị sĩ Lao động địa phương Ivor Clemitson. Họ bị kết án ba năm tù. Trong tù ông đã thực hiện cuộc tuyệt thực đầu tiên cho phong trào để có được thức ăn và quần áo thuần chay. Sau 12 tháng chấp hành án, Lee và Goodman được tạm tha. Từ đó, tên tuổi của ông trở nên nổi tiếng và được nhiều chiến binh trong phong trào biết đến. Ông tập hợp 30 nhà hoạt động gồm các thành viên còn xót lại của Ban nhạc thương xót và các thành viên mới cùng tham gia thiết lập một chiến dịch giải phóng mới. Ông xét rằng tên của Ban nhạc thương xót đã không còn phù hợp với những gì ông nhìn thấy trong phong trào. Và mong muốn một cái tên sẽ "ám ảnh" những người sử dụng động vật, vì vậy ông đã chọn Mặt trận Giải phóng Động vật.

## Câu chuyện "Valerie"
Trong Free the Animal (2000), Ingrid Newkirk, chủ tịch của tổ chức People for the Ethical Treatment of Animal (PETA), đã kể về một câu chuyện được cho là có thật liên quan đến sự thành lập tế bào đầu tiên của ALF tại Hoa Kỳ. Một nhà hoạt động, được Newkirk đặt tên là "Valerie" đã bay tới London vào đầu những năm 1980 để tìm kiếm sự giúp đỡ của ông. Cô đã liên lạc với ông bằng cách hẹn phỏng vấn Kim Stallwood, khi đó là nhà tổ chức cho Liên hiệp Anh về xóa bỏ thuật giải phẫu sinh thể (BUAV), và sau đó là giám đốc điều hành của PETA. "Valerie" giả là một phóng viên và đang viết một bài báo về quyền động vật, hỏi Stallwood rằng có biết cách liên lạc với Lee không, vì cô cũng muốn phỏng vấn ông. Stallwood nói với cô, BUAV đã cho phép "các tình nguyện viên" của Lee sử dụng một văn phòng trong tòa nhà BUAV bởi vì ông vừa mới ra tù. Stallwood nói rõ rằng, Lee và BUAV đã không đồng ý về giá trị của hành động trực tiếp.
Newkirk mô tả cách Stallwood giới thiệu "Valerie" với Lee trong một quán rượu gần đó. Trước khi đồng ý nói chuyện, ông yêu cầu "Valerie" đưa ví của cô, ông đã kiểm tra đồ chứa bên trong, cởi áo khoác, đứng dậy và nâng áo sơ mi lên bụng nhằm xác định cô không ghi âm cuộc trò chuyện. Ông nói với cô rằng, ông có thể sắp xếp cho cô tham gia một khóa đào tạo nhà hoạt động ALF ở miền Bắc nước Anh. Khi họ ra về, Lee từ chối bắt tay cô, vì ông nói, ông không đủ khả năng để nhìn thấy bất cứ điều gì mà trông như một thỏa thuận. "Những gì bạn làm là cái bắt tay của chúng tôi," ông nói với "Valerie". Newkirk mô tả cách những người tham gia khóa đào tạo không biết tên thật của nhau, sử dụng tên mã xuyên suốt, chỉ ông là người duy nhất biết danh tính của mọi người.

## Phạt tù
Lee trở thành nhân viên báo chí toàn thời gian của ALF vào những năm 1980, và đã bị kết án liên quan đến việc này mười năm tù vào năm 1986. Khi ở trong tù, ông thành lập Arkangel, một tạp chí giải phóng động vật. Ông đã tận dụng tốt thời gian của mình tại nhà tù HMP Channings Wood, bằng cách nâng cao vốn học thức của ông từ việc học ngoại ngữ để mở rộng thông điệp của mình tới người dân châu Âu. Ông được thả ra vào năm 1992 sau khi phục vụ sáu năm tám tháng.

## Hoạt động hiện tại
Năm 2008, Lee bày tỏ sự hối tiếc vì khi hoạt động ông đã nhắm mục tiêu vào các tài sản, các cơ sở liên quan đến lạm dụng động vật hơn là các cá nhân. Ông phát biểu, hiện tại ông đã có thời gian một lần nữa và giờ ông sẽ nhắm vào những người mà ông coi là kẻ ngược đãi động vật tại nhà riêng thay vì đến nơi làm việc của họ. Ông xuất hiện ngụy trang trong bộ phim tài liệu về ALF " Phía sau chiếc mặt nạ" sản xuất năm 2006, nơi ông đã bày tỏ quan điểm về bạo lực đối với những người ngược đãi động vật.
Dưới bút danh Tony Peters, ông đã thành lập nhóm chống đua chó tên Greyhound Action vào năm 2011.

### Vận động thuần chay
Ông là khách mời của Khu vực quyền động vật (ARZone), xuất hiện với tư cách là khách mời trực tiếp trên mạng xã hội quyền động vật toàn cầu, được ghi lại  trên trang web trực tuyến.

### Đảng Xanh
Ông trở thành một thành viên tích cực của Đảng Xanh Anh và xứ Wales  và là người đồng sáng lập một nhóm có tên Greens For Animal Protection, dành cho các thành viên của Đảng Xanh, những người vận động về các vấn đề động vật.